# Psammodius macnamarae
Psammodius macnamarae är en skalbaggsart som beskrevs av Riccardo Pittino 1984. Psammodius macnamarae ingår i släktet Psammodius och familjen Aphodiidae. Inga underarter finns listade i Catalogue of Life.